# 台湾住民国籍決定
台湾住民国籍決定（たいわんじゅうみんこくせきけってい）とは、日清戦争後の日本による台湾統治の開始期における台湾住民に対し、国籍の選択権を与えたことである。日清講和条約（下関条約）第5条第1項に基づき、台湾、澎湖の住民は、講和条約批准書交換の日より満2か年を限度として自由にその所有不動産を売却して台湾を退去することを認め、この期限（1897年（明治30年）5月8日）を過ぎても台湾、澎湖から出て行かないものは日本国民とみなされた。

## 台湾住民国籍決定に至るまでの経緯
台湾総督府は、1895年（明治28年）11月18日に日令第35条をもって、台湾および澎湖住民退去法規を発布するとともに国籍の変更を周知すべき諭告を発した。このような実務処理のため、総督府は台湾住民の国籍帰属に関する具体的な規制制定のために帰化法取調委員会を設置し、検討を行い、「台湾住民ニ関スル国民分限令律令案」をまとめたが、日本本国政府の承認を得られなかったので、1897年（明治30年）3月に内訓台湾住民分限手続きを発して、その具体的な措置の徹底を図った。具体的には、台湾および澎湖諸島の住民でおよそ出て行くことを希望する者は永住者、短期居住者を問わず全て役所に申告すべきこと、「土匪」はまず投降し、武装解除の後出て行くこと。台湾を出て行くものが携帯する財産は関税を免除することなどが規定されていた。

## 国籍決定の結果
実際に台湾、澎湖を出て行ったのは5,460名で、本島人口の2パーセント弱と少数に過ぎなかった。そのため多くの「台湾籍民」が生ずることになったのである。もともと「籍民」とは中国民族でありながら外国籍をもち、その所属領事国の保護の下に中国官吏の管轄をうけない人々を指す言葉である。日本の台湾領有より生じた日本籍をもつ「台湾籍民」という新しい型の「籍民」が生まれて外国籍民の中に加わるようになった。